# Scherzo tragico
Scherzo tragico (The Grim Game) è un film muto del 1919 diretto da Irvin Willat e interpretato da Harry Houdini, Thomas Jefferson, Ann Forrest, Augustus Phillips, Tully Marshall, Arthur Hoyt, Mae Busch.
Prodotto dalla Paramount Pictures (con il nome Famous Players-Lasky Corporation), il film offre l'occasione di assistere alle esibizioni del mago Houdini.

## Trama
Una gang rapisce la fidanzata di Harvey Hanford dopo averlo calunniato, accusandolo di un omicidio. Arrestato e messo in carcere, Harvey fugge e si mette sulle tracce di coloro che lo hanno accusato. Una serie di avventure aspetta Hanford, catturato più volte dai suoi avversari. Ogni volta, lui riesce a liberarsi e a fuggire fino a un incidente aereo, cui Harvey sopravvive riuscendo a riunirsi alla fidanzata.

## Produzione
Il film fu prodotto dalla Paramount Pictures (con il nome Famous Players-Lasky Corporation) con un budget stimato in 200.000 dollari. 
L'incidente aereo non era stato preventivato in fase di sceneggiatura. Fu un vero incidente capitato sul set, mentre si girava a Santa Monica. Lo stuntman Robert E. Kennedy, che faceva in quel momento da controfigura a Houdini, miracolosamente non restò ucciso e la sceneggiatura venne riscritta per utilizzare l'incidente. 
La pubblicità, poi, affermò falsamente che l'uomo appeso sull'aeroplano era lo stesso Houdini.

## Distribuzione
Distribuito dalla Paramount Pictures (con il nome Famous Players-Lasky Corporation), il film uscì nelle sale statunitensi il 12 ottobre 1919. Nel 2008, fu distribuito in DVD dalla Kino Video.

### Data di uscita
IMDb
- USA: 25 agosto 1919 (New York City, New York) (première)
- USA: 12 ottobre 1919